# Antonio Rendic
Antonio Rendić Ivanović, también conocido como Ivo Serge (Sutivan, 2 de diciembre de 1896 – Antofagasta, 13 de febrero de 1993) fue un médico y poeta croata nacionalizado chileno. Actualmente su causa de beatificación se encuentra en trámite, recibiendo el título de Siervo de Dios.

## Primeros años
Antonio Rendić nació en el pueblo de Sutivan, al sur de Brač, territorio entonces del Imperio austrohúngaro (actualmente Croacia). Fue hijo del comerciante Jure Rendić Jutronić y de Magdalena Ivanović Didak, una pareja de croatas residentes en Chile. Fue miembro de una familia compuesta por sus hermanos Mateo y Cayetano. Se radicó en Chile junto a su familia en 1899.
Cursó sus estudios primarios en el Colegio Inglés y en el Instituto Comercial de Antofagasta, y sus estudios secundarios en el Liceo de Copiapó.
En 1922 contrajo matrimonio con la copiapina Amy Jenkin Richards, descendiente de británicos residentes en Chile.

## Carrera médica
Ingresó a estudiar medicina a la Universidad de Chile, obteniendo su título profesional de médico cirujano en agosto de 1922. Ejerció profesionalmente en la Compañía Salitrera Anglo-Chilena.
Fue conocido popularmente como el «médico de los pobres» o el «apóstol de los humildes» por prestar atención gratuita a la gente de escasos recursos de Antofagasta. Además, regalaba fármacos y dinero para el transporte público.
Tras naturalizarse chileno en 1933, firma su ingreso al Colegio Médico de Chile en 1949. Posteriormente es nombrado miembro emérito de dicha asociación gremial el 3 de diciembre de 1971 por parte del consejo general.
Fue elegido miembro honorario de la Academia Chilena de Medicina en 1984.
También fue miembro y director de la Cruz Roja Chilena, así como director y médico ad honorem de la Tercera Compañía de Bomberos Pascual Baburizza.

## Carrera literaria
Su obra literaria principalmente se enfocó en la poesía, publicada bajo el seudónimo de Ivo Serge. Publicó en total 55 libros, los cuales se encuentran dentro del catálogo de la Casa de la Cultura Andrés Sabella. Además, publicó columnas los días domingo en El Mercurio de Antofagasta.
Es autor de la letra del Himno de Antofagasta, musicalizado por el italiano Juan Bautista Quagliotto. Además es autor de los himnos del Instituto Santa María, del Yugoslavenka Skola y del Liceo de Niñas de Antofagasta, así como también del Himno de los inmigrantes.
Fue miembro fundador del Círculo Literario de Antofagasta y miembro de honor del Instituto de Literatura Nortina.

### Obra
- Versos viejos, 1930
- Renglones íntimos, 1930
- Lo que nos dijo el molo, 1931
- Breves, 1932
- Libro libre, 1932
- Primavera triste, 1932
- Azules. 1937
- Paganos, 1937
- Sonetos, 1939
- El alma del terruño, 1940
- Tierra soleada, 1945
- Alma, 1950
- Tierra desnuda, 1951
- Corazón, 1952
- Trébol, 1954
- Yuyos y algas, 1956
- Oro y sol, 1957
- Plenitud, 1958
- Música de grillo, 1959
- Rocío de madrugada, 1960
- A través de la puna, 1960
- Paz, 1961
- Por las rutas del desierto, 1961
- Brisa y sol, 1962
- Pampa y mar de Antofagasta, 1963
- Quiscos y tamarugos, 1963
- Rosas del desierto, 1964
- El pasado se va, 1964
- Añañucas, 1964
- Evohé, 1965
- Ayer y hoy, 1966
- Antofagasta, 1866-1966, 1966
- Tierra de punas, riscos y salares, 1967
- Por las ondas del desierto, 1968
- Los sonetos del olvido, 1968
- A los pies de la cruz, 1968
- Mensajes para el hijo por venir, 1969
- Amor, 1970
- Hijo, 1970
- Mea culpa, 1971
- Pax, 1972
- Oleo y mirra, 1973
- Rosas, 1975
- Alfa y omega, 1976
- Resurrexit, 1977
- Retablo humilde, 1978
- Inquietud, 1979
- El viento y su acordeón, 1979
- 83, 1980
- Obras escogidas. 1990
- Palabras humildes, 1993
- La música del silencio, 1997.

## Muerte y legado
Rendić fallece el 13 de febrero de 1993 en Antofagasta, a la edad de 96 años. Sus restos descansan en el Cementerio General de Antofagasta.
En su memoria la exavenida Cautín es renombrada como avenida Antonio Rendic. Es en esta misma avenida donde se encuentra el Centro de Salud Familiar (CESFAM) Dr. Antonio Rendic, inaugurado el 27 de noviembre de 1974 inicialmente bajo el nombre de Consultorio Cautín. Asimismo, el 30 de junio de 1997 se funda la Décima Compañía de Bomberos Dr. Antonio Rendic. También poseen su nombre dos recintos educacionales: el Liceo B-32 Dr. Antonio Rendic Ivanovic y el Colegio Universitario Antonio Rendic. Este último entrega anualmente el premio Dr. Antonio Rendic al Mérito Social.
Desde septiembre de 2010, la Corporación Cultural Andrés Sabella y la Conferencia Episcopal de Chile se encuentran encabezando el proceso de beatificación ante la Congregación para las Causas de los Santos. Fue nombrado como «Siervo de Dios» por la Arquidiócesis de Antofagasta en 2011.
El 1 de septiembre de 2015 fue presentada la primera escultura del médico croata-chileno, obra forjada en bronce por el chileno Octavio Román. La gestión de su creación fue mediante la Agrupación de Damas de la Cultura Elvira Brady y la Corporación Pro Antofagasta y su financiamiento estuvo a cargo de la municipalidad de Antofagasta. Será instalada durante el segundo semestre de 2016, en la intersección del paseo peatonal Arturo Prat con José de San Martín.
En 2024, se presenta en la Universidad Católica del Norte el libro “Antonio Rendic. Itinerario espiritual de un poeta”, un homenaje a la vida, obra y trayecto del médico y poeta croata nacionalizado chileno.

## Distinciones
- Caballero del Ancla de Oro, otorgado por el alcalde de Antofagasta Humberto Albanese Cortés el 22 de agosto de 1953.[17]
- Comendador de la Orden de San Silvestre, otorgado por el papa Pablo VI el 25 de octubre de 1963.
- Premio Atenea de Arica.

También destacan cinco premios municipales y la Condecoración Servicios Meritorios a la República del Gobierno de Chile, otorgada en 1971.